# Система запалювання ДВЗ
Система запалювання — це одна з головних систем в автомобілі, яка призначена для запалення робочої суміші в циліндрах двигунів внутрішнього згоряння.

## Вимоги до систем запалювання
- Забезпечення іскри в потрібному циліндрі (що перебуває в такті стиску) відповідно до порядку роботи циліндрів.
- Своєчасність моменту запалювання. Іскра повинна відбуватися в певний момент (момент запалювання) відповідно до оптимального при поточних умовах роботи двигуна кутом випередження запалювання, що залежить, насамперед, від обертів двигуна й навантаження на двигун.
- Достатня енергія іскри. Кількість енергії, необхідної для надійного запалення робочої суміші, залежить від складу, щільності й температури робочої суміші.
- Загальною умовою для системи запалювання є її надійність (забезпечення безперервності іскроутворювання)

## Типи систем запалювання
Системи запалювання автомобіля дійшовши до наших днів зазнали великих змін та удосконалень. Наразі існує 3 основних типи систем запалювання:
- Система запалювання на основі магнето
- Батарейно-котушечна
- Електронна система запалювання

## Характеристики систем запалювання
- напруга пробою — напруга у вторинному ланцюзі в момент утворення іскри — фактично — максимальна напруга у вторинному ланцюзі.
- напруга горіння — сталу-умовно-стала напруга у вторинному ланцюзі протягом періоду горіння іскри.
- час горіння — тривалість періоду горіння іскри.

## Параметри іскроутворення
При аналізі роботи систем запалювання досліджуються основні параметри іскроутворювання, зміст яких практично не відрізняється в різних системах запалювання:
- кут замкнутого стану контактів (УЗСК, Dwell angle)
- кут випередження запалювання (УОЗ, Advance angle)

## Несправності системи запалювання та методи їх усунення
Несправність системи запалювання викликає неполадки як при запуску, так і при роботі двигуна. Вони можуть мати різні прояви, ось основні зних:
| Несправність                                                            | Причина                                                                     | Ліквідація                                                                                           |
| ----------------------------------------------------------------------- | --------------------------------------------------------------------------- | --- |
| Двигун не запускається                                                  | Окислення контактів, відсутність зазору між контактами переривника          | Зачистити контакти, відрегулювати зазор.                                                             |
| Двигун не запускається                                                  | Замикання на масу конденсатора або проводів контактів                       | Замінити конденсатор, ліквідувати замикання                                                          |
| Двигун не запускається                                                  | Пробій конденсатора(жовта іскра)                                            | Замінити конденсатор                                                                                 |
| Двигун не запускається                                                  | Обрив у колі високої напруги котушки запалювання, тріщина у кришці          | Замінити котушку запалювання                                                                         |
| Двигун не запускається                                                  | неправильне встановлення моменту запалювання                                | Перевірити та відрегулювати момент запалювання відповідно до двигуна                                 |
| Двигун не запускається                                                  | Не вмикається замок запалювання                                             | Розібрати, зачистити, при необхідності замінити контактну групу                                      |
| Двигун нестійко працює на малих та середніх оборотах                    | Тріщини у кришці розподільника, забруднення ротора                          | Витерти насухо. При необхідності замінити пошкоджені деталі                                          |
| Двигун нестійко працює на малих та середніх оборотах                    | Вийшов з ладу подавляючий опір                                              | Замінити опір                                                                                        |
| Двигун нестійко працює на малих та середніх оборотах                    | Пробій проводів високої напруги запалювальних свічок                        | Перевірити і замінити пошкоджені деталі                                                              |
| Двигун нестійко працює на малих та середніх оборотах                    | Зазор свічок запалювання більший або менший номінального, замаслення свічок | Викрутити свічки, почистити, відрегулювати зазор. При повному прогорянні електродів замінити свічки. |
| Двигун нестійко працює на малих та середніх оборотах                    | Масштабне підгоряння розподільної пластини ротора                           | Замінити пластину                                                                                    |
| Двигун не повністю розвиває потужність                                  | Ослабла пружина рухомого контакту переривника                               | Зняти верхню кришку переривника, відрегулювати натяг пружини або ж замінити її                       |
| Двигун не повністю розвиває потужність                                  | Пізнє запалювання                                                           | Відрегулювати запалювання за допомогою стробоскопа                                                   |
| Двигун не повністю розвиває потужність                                  | Перебої у встановленні іскрового розряду між електродами свічки             | Замінити свічку запалювання                                                                          |
| Двигун не розвиває повної потужності, стукають поршневі кільця, пальці. | Зношенісь підшипників переривника                                           | Замінити підшипник                                                                                   |
| Двигун не розвиває повної потужності, стукають поршневі кільця, пальці. | Раннє запалювання                                                           | Відрегулювати запалювання за допомогою стробоскопа                                                   |
| Двигун не розвиває повної потужності, стукають поршневі кільця, пальці. | Велика зношеність втулки рухомого контакту переривника                      | Перевірити, замінити стійку з контактами переривника                                                 |